# Serie B (Eishockey)
Die Serie B (bis 2014 Serie A2) war bis 2017 unterhalb der Serie A die zweithöchste Eishockey-Liga Italiens. Da den Serie A2 Mannschaften nach einer Saison in der INL (zweite österreichische Liga) die Teilnahme an dieser verboten wurde, entschied man sich, die ehemalige Serie A1 und Serie A2 zusammenzulegen. Dadurch rückten die Mannschaften aus der ehemaligen Serie C auf. Die Liga wurde vom Italienischen Eissportverband organisiert.
In der Saison 2015/16 bestritten 16 Mannschaften die Meisterschaft. 2017 wurde die Serie B im Rahmen einer Ligenreform durch die Italian Hockey League ersetzt.

## Regeln
ModusGrunddurchgang: Es wird eine einfache Hin- und Rückrunde gespielt mit insgesamt 24 Partien pro Mannschaft. Wobei sich die besten acht Mannschaften direkt für die Play-offs qualifizieren.
Play-offAcht Mannschaften bestreiten das Play-off, wobei der Erstplatzierte auf den Achten, der Zweitplatzierte gegen den Siebenten usw. spielt. Viertelfinale („best-of-five“), Halbfinale („best-of-five“), Finale („best-of-five“).
PunkteregelungFür einen Sieg nach 60 Minuten gibt es drei Punkte. Steht es nach der regulären Spielzeit unentschieden, gibt es eine fünfminütige Verlängerung und – falls nötig – ein Penaltyschießen. Der Sieger von Verlängerung oder Penaltyschießen erhält zwei, der Verlierer einen Punkt.
AusländerIn der Serie B sind keine ausländischen Spieler erlaubt.

## Meister
- 1935 HC Milao II
- 1936 ADG Milano II
- 1947 Misurina
- 1949 Ortisei II
- 1951 Sasslong
- 1952 Sasslong
- 1953 HC Valpellice
- 1954 Torino HC
- 1955 Asiago Hockey Associazione Sportiva
- 1956 Latemar Bolzano
- 1957 HC Scoiattoli Bolzano
- 1958 Amatori Milano
- 1959 Amatori Milano
- 1960 Amatori Milano
- 1961 Latemar Bolzano
- 1962 SSV Bozen
- 1963 Civetta Alleghe
- 1964 Civetta Alleghe
- 1965
- 1966
- 1967
- 1968
- 1969 HC Torino & EV Bruneck
- 1970 HC Alleghe
- 1971 SC Meran
- 1972 SC Ritten
- 1973 SC Ritten
- 1974
- 1975
- 1976
- 1977
- 1978 HC Meran
- 1979
- 1980
- 1981
- 1982
- 1983
- 1984
- 1985
- 1986
- 1987
- 1988
- 1989 Como Hockey
- 1990 SG Cortina
- 1991 HC Meran
- 1992 HC Gröden
- 1993 HC Courmaosta
- 1994 SG Cortina
- 1995 USG Zoldo
- 1996 USG Zoldo
- 1997 HC Selva
- 1998 USG Zoldo
- 1999 HC Auronzo
- 2000 HC Siebeneich
- 2001 SV Kaltern
- 2002 HC Eppan
- 2003 HC Eppan
- 2004 HC Brixen
- 2005 WSV Sterzing
- 2006 SG Pontebba
- 2007 HC Meran
- 2008 SV Kaltern
- 2009 WSV Sterzing
- 2010 HC Eppan
- 2011 WSV Sterzing
- 2012 Hockey Milano Rossoblu
- 2013 HC Eppan
- 2014 HC Eppan
- 2015 Alleghe Hockey
- 2016 HC Meran
- 2017 Milano Rossoblu